# Гептадекапалладийдиуран
Гептадекапалла̀дийдиура́н — бинарное неорганическое соединение, интерметаллид
палладия и урана
с формулой Pd17U2,
кристаллы.

## Получение
- Сплавление стехиометрических количеств чистых веществ:

{\displaystyle {\mathsf {17Pd+2U\ {\xrightarrow {800^{o}C}}\ U_{2}Pd_{17}}}}

## Физические свойства
Гептадекапалладийдиуран образует кристаллы тетрагональной сингонии, параметры ячейки a = 0,3882 нм, c = 0,4083 нм, Z = 2. Иногда соединению приписывают формулу Pd8U.
Соединение образуется конгруэнтно по твёрдофазной реакции при температуре 800 °C.